# Gouvernement La Marmora III
Royaume d'Italie
La Marmora II Ricasoli II
Le gouvernement La Marmora III (Governo La Marmora III, en italien) est le gouvernement du royaume d'Italie entre le 31 décembre 1865 et le 20 juin 1866, durant la IXe législature.

## Composition
Composition du gouvernement
- Droite historique
- Militaires
- Indépendants

### Président du conseil des ministres
Alfonso La Marmora

### Listes des ministres
- Ministre des affaires étrangères : Alfonso La Marmora
- Ministre de l'agriculture, de l'industrie et du commerce : Domenico Berti
- Ministre des finances : Antonio Scialoja
- Ministre de la justice : Giovanni De Falco
- Ministre de la guerre : Ignazio De Genova di Pettinengo
- Ministre de l'intérieur : Desiderato Chiaves
- Ministre du travail public : Stefano Jacini
- Ministre de la marine : Diego Angioletti
- Ministre de l'instruction publique : Domenico Berti